# Nicolas Le Camus de Mézières
Nicolas Le Camus de Mézières (Parigi, 26 marzo 1721 – Parigi, 27 luglio 1789) è stato un architetto e teorico dell'architettura francese.
È noto soprattutto per la costruzione del nuovo mercato del grano, sul sito dell'ex Hôtel de Soissons (1763), e dell'Hôtel de Beauvau (1768) a Parigi.

## Biografia
Di famiglia parigina, fece studi classici prima di studiare architettura con François-Antoine Babuty-Desgodetz e nel 1750 acquistò uno studio come esperto architetto borghese.
Fu architetto dell'Università di Parigi in un momento in cui, a causa dell'espulsione dei Gesuiti (1763-1764), questa istituzione aveva riacquistato il suo lustro, ed era protetta da Charles-Antoine de la Roche-Aymon, Gran Cappellano di Francia, e da Abbé Terray, controllore generale delle finanze.

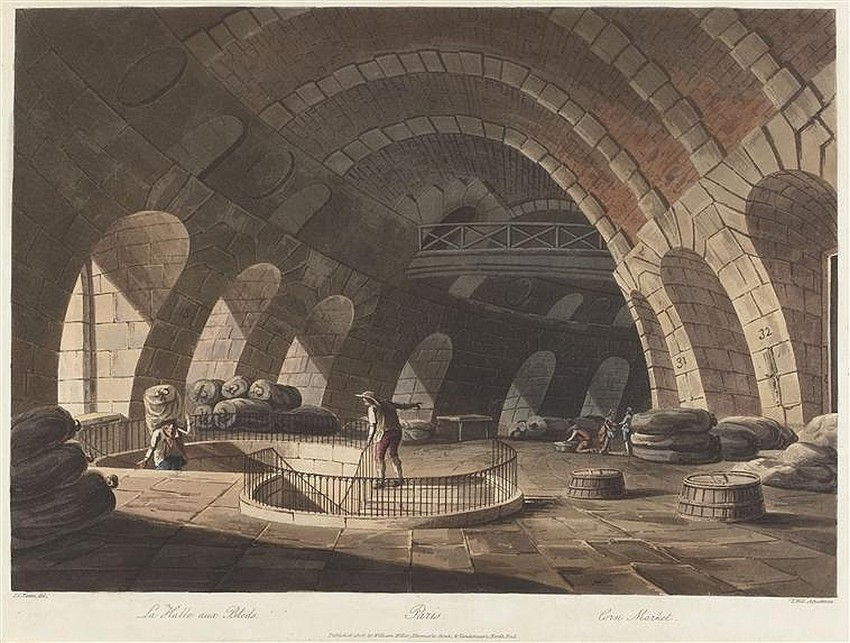
Soffitta a volte del mercato del grano con accesso dalla doppia scala a chiocciola.

Nel 1762, Le Camus de Mézières fu incaricato di costruire un nuovo mercato del grano sul sito dell'antico Hôtel de Soissons a Parigi. Su un terreno irregolare, a forma di pentagono, costruì una rotonda che circondava un cortile centrale all'aperto, che fu coperto solo nel 1783 dagli architetti Jacques-Guillaume Legrand e Jacques Molinos. Le Camus fu costretto a includere nella sua composizione la Colonne Médicis, unica vestigia dell'edificio costruito per Caterina de' Medici nel XVI secolo, che era impreziosita da una meridiana.
Il vecchio mercato del mais venne sostituito dall'attuale borsa valori. Era estremamente ammirato. Il nuovo edificio illustrava concetti che allora cominciavano ad emergere: la nozione di monumento pubblico, isolato e sgombro dal tessuto urbano (che, in questo caso, aveva anche l'ulteriore vantaggio di ridurre il rischio di incendio), corrispondenza tra forma e funzione. La sobrietà, la trasparenza, il gioco dei volumi richiamavano l'architettura gotica, che cominciava ad essere nuovamente apprezzata.
Le Camus de Mézières aveva così messo in pratica le idee da lui stesso sviluppate in diversi lavori teorici sull'architettura in cui approfondiva la questione del rapporto tra la forma di un edificio e la sua funzione o lo status del suo committente. Le sue teorie si basavano su un'analogia tra architettura e teatro. Secondo lui, l'architettura si sviluppava secondo una progressione simile a quella di un lavoro teatrale, poiché la gradazione delle decorazioni all'interno di un edificio presentavano un'analogia con quelle delle decorazioni sceniche durante una rappresentazione teatrale. Tuttavia, l'architettura rispondeva a un'esigenza di unità che annetteva alla regola dell'unità d'azione del teatro classico. Tracciò anche analogie tra architettura e musica. Spingendo l'analisi, spiegò che un edificio doveva esprimere sentimenti, semplicità, allegria, tristezza..., e stimolare la sensibilità.
Nel 1764, Le Camus costruì il portale del Lycée Louis-le-Grand (incisione di Poulleau). Alla caserma di rue Mouffetard, voleva applicare le sue teorie sull'alleggerimento dei telai, ma incontrò l'opposizione della corporazione dei falegnami.
Nel 1768 costruì l'Hôtel de Beauvau, costruito per Armand-Gaston Camus che lo affittò a vita al maresciallo de Beauvau, che gli diede il nome. Questo hotel è sopravvissuto, ma è stato molto ristrutturato e ora ospita il Ministero degli Interni francese, a Place Beauvau a Parigi. Realizzò anche un progetto per i Carmelitani della rue de Grenelle.
Avendo una cospicua fortuna personale, dal 1770 abbandonò l'architettura per dedicarsi alle sue opere letterarie. Con i suoi fratelli Antoine e Louis-Florent, animò un piccolo teatro privato in casa loro, oggi scomparsa, che si trovava al 5 rue Saint-Blaise, nel villaggio di Charonne (oggi quartiere di Charonne nel XX arrondissement).

## Opere principali

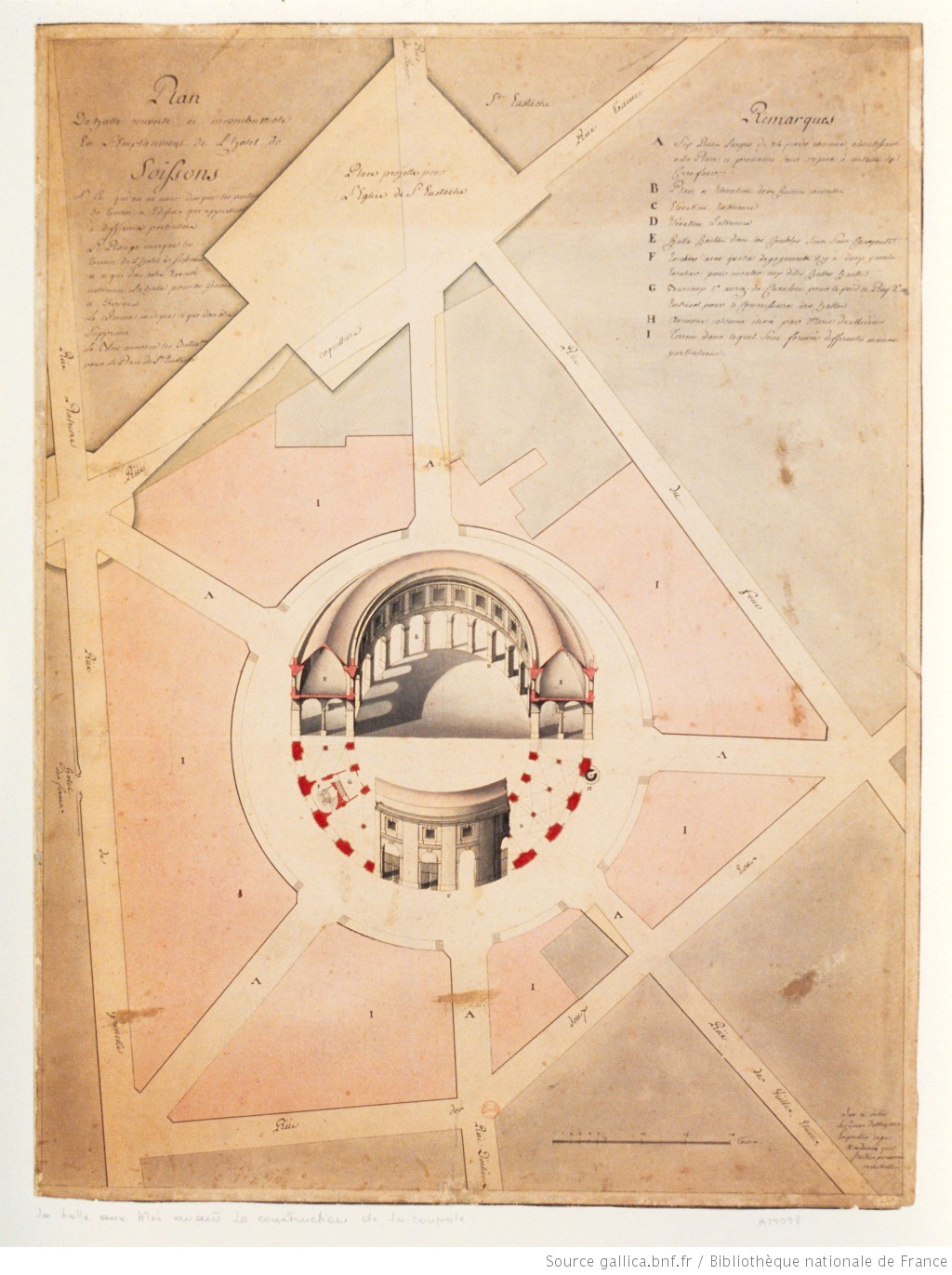
Nicolas Le Camus de Mézières, Pianta del mercato del grano, 1763

- Hotel poi municipio e attuale casa del combattente, Créteil, Val-de-Marne, 1758
- Padiglione cinese, Créteil (distrutto)
- Halle aux blés, Parigi, 1763-1769 (coperto nel 1786, bruciato più volte e poi trasformato in Bourse de Commerce nel 1889)
- Hôtel de Beauvau, place Beauvau a Parigi, per conto di Armand-Gaston Camus che lo affittò a vita al maresciallo de Beauvau, che gli diede il nome, 1768

## Pubblicazioni
- Con François Antoine Babuty-Desgodets, Dissertation de la Compagnie des architectes-experts des bâtiments à Paris en réponse au mémoire de M. Pâris-Duverney sur la théorie et la pratique des gros bois de charpente, 1763, in-12
- Le génie de l'architecture, ou L'analogie de cet art avec nos sensations, 1780, in-8
- L'Esprit des almanachs ou analyse critique et raisonnée de tous les almanachs anciens et modernes, 1781, in-16
- Le Guide de ceux qui veulent bâtir, ouvrage dans lequel on donne les renseignements nécessaires pour se conduire pendant la construction, & prévenir les fraudes qui pourraient s'y glisser,1781, 2 vol. in-8
- Traité de la force des bois, ouvrage essentiel, qui donne les moyens de procurer plus de solidité aux edifices, de connaître la bonne & la mauvaise qualité des bois, de calculer leur force, & de ménager près de moitié sur ceux qu'on emploie ordinairement, 1782, in-8 ( Leggi online )
- Description des eaux de Chantilly et du Hameau, 1783, in-8
- Plans, Dessins, Détails et Devis de construction de la nouvelle Halle aux grains de Paris,1786
- Lettre sur la manière de rendre incombustible toute salle de spectacle
- Lettre sur les fours et la cuisson des tuiles et briques
- Deux différentes lettres sur la force des bois
- Lettre contenant un projet pour le chef-lieu de l'Université, avec plan général
- Aabba, ou le Triomphe de l'innocence, Roman grec
- Mes Délassements